# مریم العقیل
مریم العقیل (عربی: مريم عقيل السيد هاشم العقيل؛ زادهٔ ۱ ژانویهٔ ۱۹۶۸) اقتصاددان و سیاستمدار اهل کویت است، که هم‌اکنون به‌عنوان وزیر اقتصاد کویت فعالیت می‌کند.